# Бряст
Бряст (болг. Бряст) — село в Хасковській області Болгарії. Входить до складу общини Димитровград.

## Населення
За даними перепису населення 2011 року у селі проживали 219 осіб, усі — болгари.
Розподіл населення за віком у 2011 році:
Динаміка населення: